# Heinrich Gerber
Heinrich Gerber (Hof, Baviera, 18 de novembro de 1832 – Munique, 3 de janeiro de 1912) foi um engenheiro civil alemão, inventor da viga Gerber. Recebeu diversas patentes por seu sistema de construção de pontes.

## Biográfia
Gerber estudou nas escolas politécnicas de Nuremberg e Munique, e em 1852 ingressou na Bavarian Staatsbaudienst, onde trabalhou nas ferrovias. Ele ajudou no planejamento da ponte Großhesseloher e a ponte foi concluída em 1857. Após a conclusão da ponte, Gerber foi nomeado engenheiro-chefe do departamento de pontes Maschinenfabrik Klett em Nuremberg.
Quando a empresa em 1859 obteve o contrato para a construção da ponte ferroviária sobre o Reno em Mainz, ele decidiu fabricar as peças da ponte em uma instalação temporária perto do local em Gustavsburg. Gerber mudou-se em 1860 com sua família para o local de montagem, a fim de gerenciar a fabricação e construção da ponte até sua conclusão em 1863.
Em seu tempo subsequente em Nuremberg, ele estava trabalhando em sistemas estruturais contínuos, que podiam ser calculados de forma mais simples. Em 1866, ele foi premiado com a patente bávara ″Balkenträger mit freiliegenden Stützpunkten″ (porta-barras com bases expostas). Este sistema de ponte cantilever foi realizado pela primeira vez em 1867 em uma ponte sobre o Regnitz em Bamberg e na ponte principal em Haßfurt. Esta construção se espalhou rapidamente e ficou conhecida mundialmente como Gerber Beam.
1868 Gerber voltou a Gustavsburg para administrar a construção da segunda via da ponte do Reno. Em seguida, ele localizou um escritório em Munique. Como parte da conversão da sede de Nuremberg em Maschinenbau-Actiengesellschaft Nürnberg (MAN), em 1873, a fábrica MAN-Werk Gustavsburg e seu escritório em Munique foram fundidos na Süddeutsche Bridge AG em Munique e tornou-se independente com Gerber como CEO. Durante esse tempo, ele lidou, entre outras coisas, com o trabalho de desenvolvimento em interseções de treliça, as outras funções da Diretoria Executiva eram menores para ele. Por sugestão dele, esta empresa foi fundida em 1884 na Maschinenbau-Aktiengesellschaft Nürnberg (agora MAN). Gerber era membro do conselho lá e tinha assento no conselho consultivo técnico. Ele se dedicou a continuar suas atividades de pesquisa e consultoria.

## Publicações
- Das Paulische Trägersystem. Nürnberg 1859.
- Die Rheinbrücke bei Mainz. Mainz 1863.
- Die Berechnung der Brückenträger nach System Pauli. In: Zeitschrift des Vereins Deutscher Ingenieure, 1865.
- Träger mit freiliegenden Stützpunkten. In: Zeitschrift des Bayerischen Architekten- und Ingenieur-Vereins, 1870.
- Bestimmung der zulässigen Spannungen in Eisenkonstruktionen. 1874.
- Notizen über Eisenkonstruktionen mit Gelenkverbindungen. In: Zeitschrift für Baukunde, 1882.
- Einsteighallen im Zentralbahnhof München. In: Organ für Fortschritte des Eisenbahnwesens, 1887.